# Proteoglykan

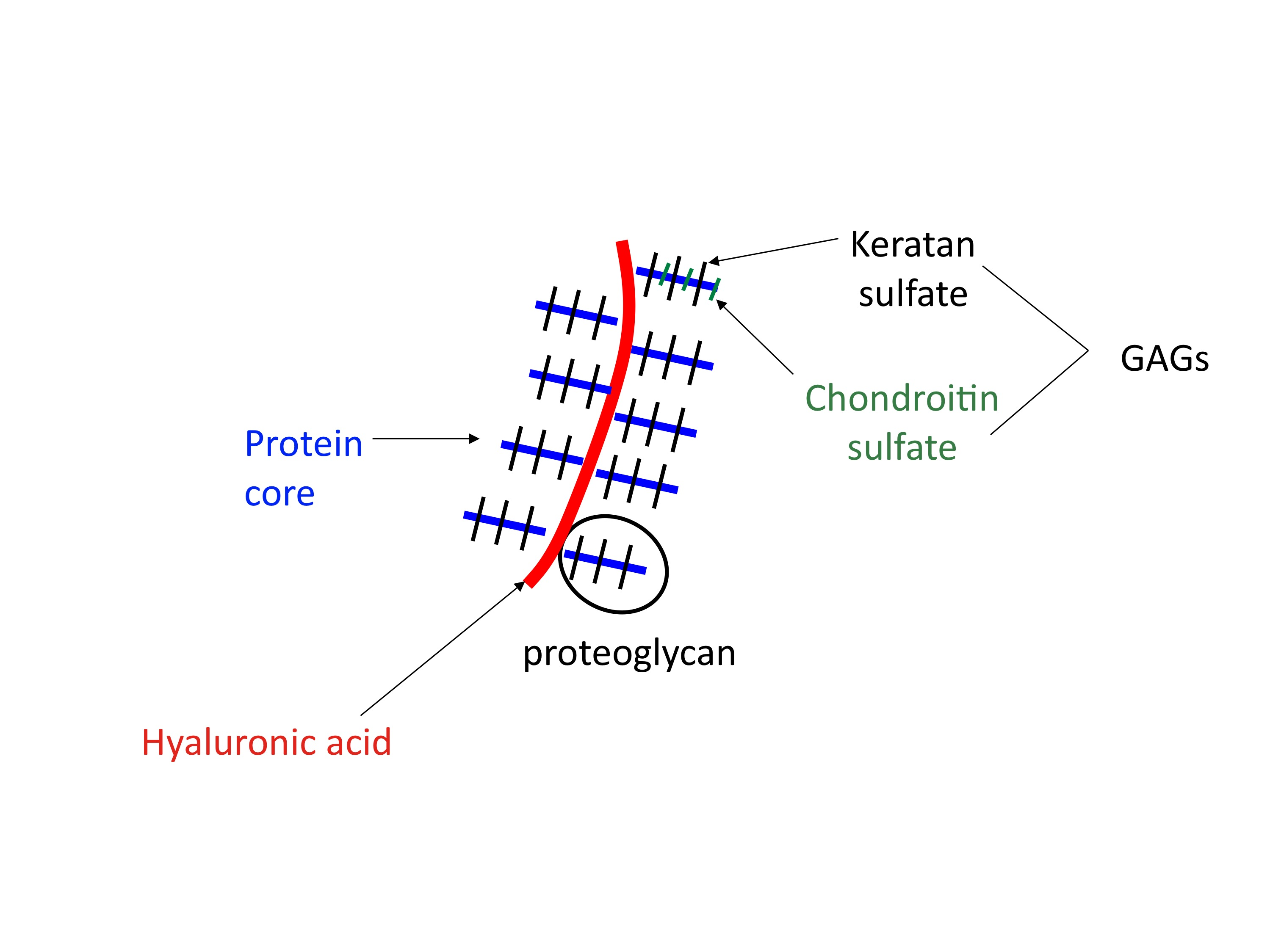

Proteoglykany (zkráceně PG) jsou molekuly s proteinovým jádrem, na které jsou navázány glykosaminoglykany (dále GAG), často negativně nabité. Asi kolem 95 % tvoří sacharidová složka. Vyskytují se v extracelulárním prostoru.
Z glykosaminoglykanů zde mohou být např. kyselina hyaluronová, chondroitin sulfát, keratan sulfát atd. Příklady proteoglykanů jsou versikan, brevikan, neurokan a agrekan.

## Význam PG
Vyplňují extracelulární prostor a určují některé vlastnosti:
- odolnost proti tlaku
- návrat původního tvaru tkáně (fungují jako „houba“ – tlakem se vypudí tekutina, pokud tlak přestane působit, znovu se nasaje)
- lubrikační agens v kloubech
- hydratace chrupavek v kloubech
- zachycují vodu („houba“)

Vážou se na kolagenní fibrily
- tvoří sítě
- V kosti se na ně vážou vápenaté soli – hydroxyapatit a uhličitan vápenatý

Podílí se na adhezi buněk a jejich migraci.
Podíl na vývoji buněk a tkání.

## Struktura PG
- Obří molekuly obsahující z 95% cukernou složku.
- Základem je proteinové jádro s jedním nebo více navázanými řetězci glykosaminoglykanů (GAG).